# Ligne 253 (Infrabel)

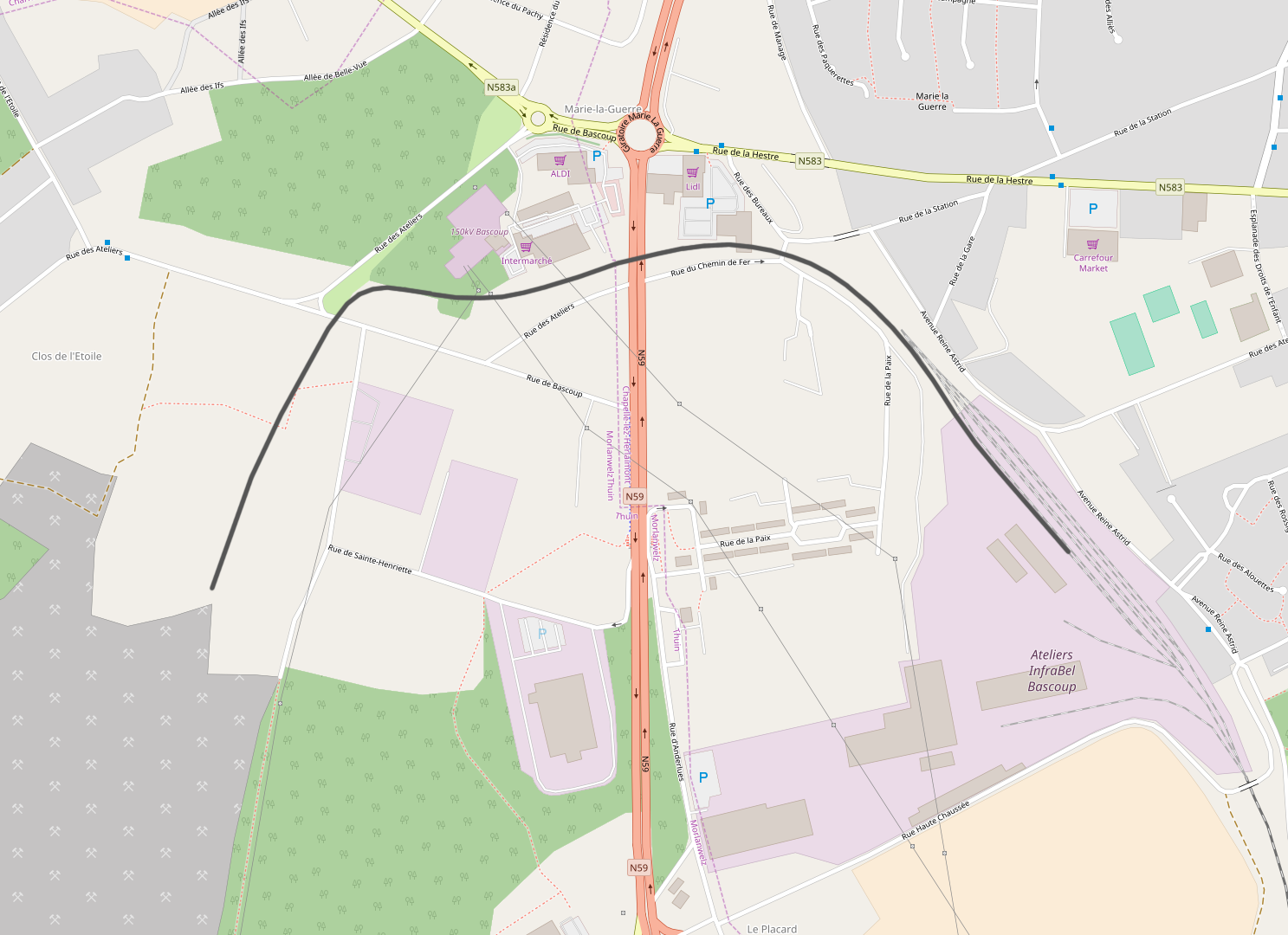
Plan de la Ligne 253

La ligne 253 est une ancienne ligne ferroviaire industrielle belge de la commune de Chapelle-lez-Herlaimont.

## Route
La ligne 253 a été connectée à la ligne 113 (Manage - Piéton) aux Atéliers Infrabel de Bascoup. Elle tournait d'abord vers le nord-est, après vers l'ouest et finalement vers le sud-ouest jusqu'à un endroit à l'ouest de la rue Sainte-Henriette, au nord du terril Sainte-Henriette.